# Campeonato Mundial de Lucha de 2019
El LXX Campeonato Mundial de Lucha se celebró en Nursultán (Kazajistán) entre el 14 y el 22 de septiembre de 2019 bajo la organización de United World Wrestling (UWW) y la Federación Kazaja de Lucha.
Las competiciones se realizaron en el Barys Arena de la capital kazaja.

## Calendario
| C | Clasificación | F | Finales |

| Sept. de 2019 | Sáb 14 | Dom 15 | Lun 16 | Mar 17 |
| ------------- | ------ | ------ | ------ | ------ |
| 55 kg         | C      | ●      |        |        |
| 60 kg         |        |        | C      | ●      |
| 63 kg         | C      | ●      |        |        |
| 67 kg         |        | C      | ●      |        |
| 72 kg         | C      | ●      |        |        |
| 77 kg         |        |        | C      | ●      |
| 82 kg         | C      | ●      |        |        |
| 87 kg         |        | C      | ●      |        |
| 97 kg         |        | C      | ●      |        |
| 130 kg        |        |        | C      | ●      |

| Sept. de 2019 | Jue 19 | Vie 20 | Sáb 21 | Dom 22 |
| ------------- | ------ | ------ | ------ | ------ |
| 57 kg         | C      | ●      |        |        |
| 61 kg         |        |        | C      | ●      |
| 65 kg         | C      | ●      |        |        |
| 70 kg         |        | C      | ●      |        |
| 74 kg         |        | C      | ●      |        |
| 79 kg         |        |        | C      | ●      |
| 86 kg         |        |        | C      | ●      |
| 92 kg         |        | C      | ●      |        |
| 97 kg         |        |        | C      | ●      |
| 125 kg        |        | C      | ●      |        |

| Sept. de 2019 | Mar 17 | Mié 18 | Jue 19 | Vie 20 |
| ------------- | ------ | ------ | ------ | ------ |
| 50 kg         | C      | ●      |        |        |
| 53 kg         | C      | ●      |        |        |
| 55 kg         | C      | ●      |        |        |
| 57 kg         |        | C      | ●      |        |
| 59 kg         |        | C      | ●      |        |
| 62 kg         |        |        | C      | ●      |
| 65 kg         |        | C      | ●      |        |
| 68 kg         |        |        | C      | ●      |
| 72 kg         | C      | ●      |        |        |
| 76 kg         |        | C      | ●      |        |

## Medallistas

### Lucha grecorromana masculina
| Evento         | Oro                        | Plata                         | Bronce                                                    |
| -------------- | -------------------------- | ----------------------------- | --------------------------------------------------------- |
| 55 kg (15.09)  | Nugzar Tsurtsumia Georgia  | Korlan Zhakansha · Kazajistán | Eldəniz Əzizli Azerbaiyán Shota Ogawa Japón               |
| 60 kg (17.09)  | Kenichiro Fumita Japón     | Serguei Yemelin · Rusia       | Mirambek Ainagulov · Kazajistán · Alireza Neyati · Irán   |
| 63 kg (15.09)  | Shinobu Ota Japón          | Stepan Marianian · Rusia      | Slavik Galstian · Armenia · Almat Kebispayev · Kazajistán |
| 67 kg (16.09)  | Ismael Borrero · Cuba      | Artiom Surkov · Rusia         | Mate Nemeš · Serbia · Frank Stäbler · Alemania            |
| 72 kg (15.09)  | Abuyazid Mantsigov · Rusia | Aram Vardanyan Uzbekistán     | Aik Mnatsakanian · Bulgaria · Bálint Korpási · Hungría    |
| 77 kg (17.09)  | Tamás Lőrincz · Hungría    | Alex Kessidis · Suecia        | Mohamadali Gueraei Irán Jalgasbay Berdimuratov Uzbekistán |
| 82 kg (15.09)  | Lasha Gobadze Georgia      | Rafiq Hüseynov Azerbaiyán     | Qian Haitao China Saeid Abdevali Irán                     |
| 87 kg (16.09)  | Zhan Beleniuk · Ucrania    | Viktor Lőrincz · Hungría      | Denis Kudla · Alemania · Rustam Assakalov · Uzbekistán    |
| 97 kg (16.09)  | Musa Yevloyev · Rusia      | Artur Alexanian Armenia       | Mihail Kadžaja Serbia Cenk İldem Turquía                  |
| 130 kg (17.09) | Rıza Kayaalp Turquía       | Óscar Pino Hinds · Cuba       | Heiki Nabi Estonia Iakob Kadzhaia Georgia                 |

### Lucha libre masculina
| Evento         | Oro                           | Plata                          | Bronce                                                             |
| -------------- | ----------------------------- | ------------------------------ | ------------------------------------------------------------------ |
| 57 kg (20.09)  | Zaur Uguyev · Rusia           | Süleyman Atlı Turquía          | Nurislam Sanayev · Kazajistán · Kumar Ravi · India                 |
| 61 kg (22.09)  | Beka Lomtadze Georgia         | Magomedrasul Idrisov · Rusia   | Behnam Ehsanpour Irán Rahul Aware India                            |
| 65 kg (20.09)  | Gadzhimurad Rashidov · Rusia  | Daulet Niyazbekov · Kazajistán | Bajrang Bajrang · India · Iszmail Muszukajev · Hungría             |
| 70 kg (21.09)  | David Bayev · Rusia           | Nurkozha Kaipanov · Kazajistán | Magomedmurad Gadżijew · Polonia · Yunes Emamichugaei · Irán        |
| 74 kg (21.09)  | Zaurbek Sidakov · Rusia       | Frank Chamizo · Italia         | Daniyar Kaisanov · Kazajistán · Jordan Burroughs · Estados Unidos  |
| 79 kg (22.09)  | Kyle Dake Estados Unidos      | Cəbrayıl Həsənov Azerbaiyán    | Gadzhi Nabiyev · Rusia · Tajmuraz Salkazanov · Eslovaquia          |
| 86 kg (22.09)  | Hasan Yazdani Irán            | Deepak Punia India             | Stefan Reichmuth · Suiza · Artur Naifonov · Rusia                  |
| 92 kg (21.09)  | J'den Cox Estados Unidos      | Alireza Karimi Irán            | Irakli Mtsituri · Georgia · Alijan Zhabrailov · Rusia              |
| 97 kg (22.09)  | Abdulrashid Sadulayev · Rusia | Şərif Şərifov Azerbaiyán       | Kyle Snyder Estados Unidos Magomedgadzhi Nurov Macedonia del Norte |
| 125 kg (21.09) | Gueno Petriashvili Georgia    | Taha Akgül Turquía             | Olexandr Jotsianivsky · Ucrania · Deng Zhiwei · China              |

1. ↑  El ganador de la medalla de bronce, el francés Zelimkhan Khadjiev, dio positivo en un control antidopaje y fue descalificado por la UWW,[2] la medalla pasó al kazajo Daniyar Kaisanov.[3]
2. ↑  El ganador de la medalla de bronce, el uzbeco Hasanboy Rahimov, dio positivo en un control antidopaje y fue descalificado por la UWW,[2] la medalla pasó al chino Deng Zhiwei.[4]

### Lucha libre femenina
| Evento        | Oro                               | Plata                      | Bronce                                                          |
| ------------- | --------------------------------- | -------------------------- | --------------------------------------------------------------- |
| 50 kg (18.09) | Mariya Stadnik Azerbaiyán         | Emilia Vuc · Rumania       | Valentina Islamova · Kazajistán · Yekaterina Poleshchuk · Rusia |
| 53 kg (18.09) | Pak Yong-Mi Corea del Norte       | Mayu Mukaida Japón         | Vinesh Phogat India Pang Qianyu China                           |
| 55 kg (18.09) | Jacarra Winchester Estados Unidos | Nanami Irie Japón          | Olga Joroshavtseva · Rusia · Bat-Ochiryn Bolortuya · Mongolia   |
| 57 kg (19.09) | Risako Kawai Japón                | Rong Ningning China        | Iryna Kurachkina · Bielorrusia · Odunayo Adekuoroye · Nigeria   |
| 59 kg (19.09) | Linda Morais · Canadá             | Liubov Ovcharova · Rusia   | Pei Xingru China Baatarjavyn Shoovdor Mongolia                  |
| 62 kg (20.09) | Aisuluu Tynybekova · Kirguistán   | Taibe Yusein Bulgaria      | Henna Johansson · Suecia · Yukako Kawai · Japón                 |
| 65 kg (19.09) | Inna Trazhukova · Rusia           | Iryna Koliadenko · Ucrania | Wang Xiaoqian China Elis Manolova Azerbaiyán                    |
| 68 kg (20.09) | Tamyra Mensah Estados Unidos      | Jenny Fransson · Suecia    | Soronzonboldyn Battsetseg · Mongolia · Anna Schell · Alemania   |
| 72 kg (18.09) | Natalia Vorobiova · Rusia         | Alina Stadnyk · Ucrania    | Masako Furuichi Japón Pa Liha China                             |
| 76 kg (19.09) | Adeline Gray Estados Unidos       | Hiroe Suzuki Japón         | Epp Mäe · Estonia · Aline Rotter Focken · Alemania              |

## Medallero
| Núm. | País                | Oro | Plata | Bronce | Total |
| ---- | ------------------- | --- | ----- | ------ | ----- |
| 1    | Rusia               | 9   | 5     | 5      | 19    |
| 2    | Estados Unidos      | 5   | 0     | 2      | 7     |
| 3    | Georgia             | 4   | 0     | 2      | 6     |
| 4    | Japón               | 3   | 3     | 3      | 9     |
| 5    | Azerbaiyán          | 1   | 3     | 2      | 6     |
| 6    | Turquía             | 1   | 2     | 1      | 4     |
| 6    | Ucrania             | 1   | 2     | 1      | 4     |
| 8    | Irán                | 1   | 1     | 5      | 7     |
| 9    | Hungría             | 1   | 1     | 2      | 4     |
| 10   | Cuba                | 1   | 1     | 0      | 2     |
| 11   | Canadá              | 1   | 0     | 0      | 1     |
| 11   | Corea del Norte     | 1   | 0     | 0      | 1     |
| 11   | Kirguistán          | 1   | 0     | 0      | 1     |
| 14   | Kazajistán          | 0   | 3     | 5      | 8     |
| 15   | Suecia              | 0   | 2     | 1      | 3     |
| 16   | China               | 0   | 1     | 6      | 7     |
| 17   | India               | 0   | 1     | 4      | 5     |
| 18   | Uzbekistán          | 0   | 1     | 2      | 3     |
| 19   | Armenia             | 0   | 1     | 1      | 2     |
| 19   | Bulgaria            | 0   | 1     | 1      | 2     |
| 21   | Italia              | 0   | 1     | 0      | 1     |
| 21   | Rumania             | 0   | 1     | 0      | 1     |
| 23   | Alemania            | 0   | 0     | 4      | 4     |
| 24   | Mongolia            | 0   | 0     | 3      | 3     |
| 25   | Estonia             | 0   | 0     | 2      | 2     |
| 25   | Serbia              | 0   | 0     | 2      | 2     |
| 27   | Bielorrusia         | 0   | 0     | 1      | 1     |
| 27   | Eslovaquia          | 0   | 0     | 1      | 1     |
| 27   | Macedonia del Norte | 0   | 0     | 1      | 1     |
| 27   | Nigeria             | 0   | 0     | 1      | 1     |
| 27   | Polonia             | 0   | 0     | 1      | 1     |
| 27   | Suiza               | 0   | 0     | 1      | 1     |
|      | TOTAL               | 30  | 30    | 60     | 120   |